# Hrádek (Morávia do Sul)
Hrádek é uma comuna checa localizada na região de Morávia do Sul, distrito de Znojmo.